# Dysschema fulgorata
Dysschema fulgorata là một loài bướm đêm thuộc phân họ Arctiinae, họ Erebidae.